# Ciutat fortificada de Carcassona
La Ciutat fortificada de Carcassona (occità: Ciutat de Carcassona, francès: Cité de Carcassonne) és el conjunt urbà i arquitectònic a la vila antiga de Carcassona construïda a l'edat mitjana bastida com a defensa per la contínua inestabilitat política i declarada Patrimoni Mundial de la Humanitat el 1997. Durant la segona meitat del segle xix Eugène Viollet-le-Duc la va restaurar com a monument, essent a hores d'ara un dels centres turístics més visitats d'Occitània.
La ciutat fortificada, en un turó a la riba dreta del riu Aude és front la ciutat moderna, i mostra en els diferents edificis i elements arquitectònics defensius la petja del temps i les diversos poblaments: Un enclavament protohistòric, una ciutat gal·la, una plaça forta visigoda, una vila musulmana, capital del Comtat de Carcassona, del Vescomtat de Carcassona, i, finalment, quarter general de l'exèrcit reial francès com a senescalia de Carcassona.
Envoltada per una doble muralla de 3 km de llargària, a l'interior manté l'aspecte d'una vila medieval europea amb els carrers estrets i recargolats, edificis de façanes amb entramats, barris d'artesans i gremis, el castell dels comtes de Carcassona i la basílica de Sant Nazari.

## Localització

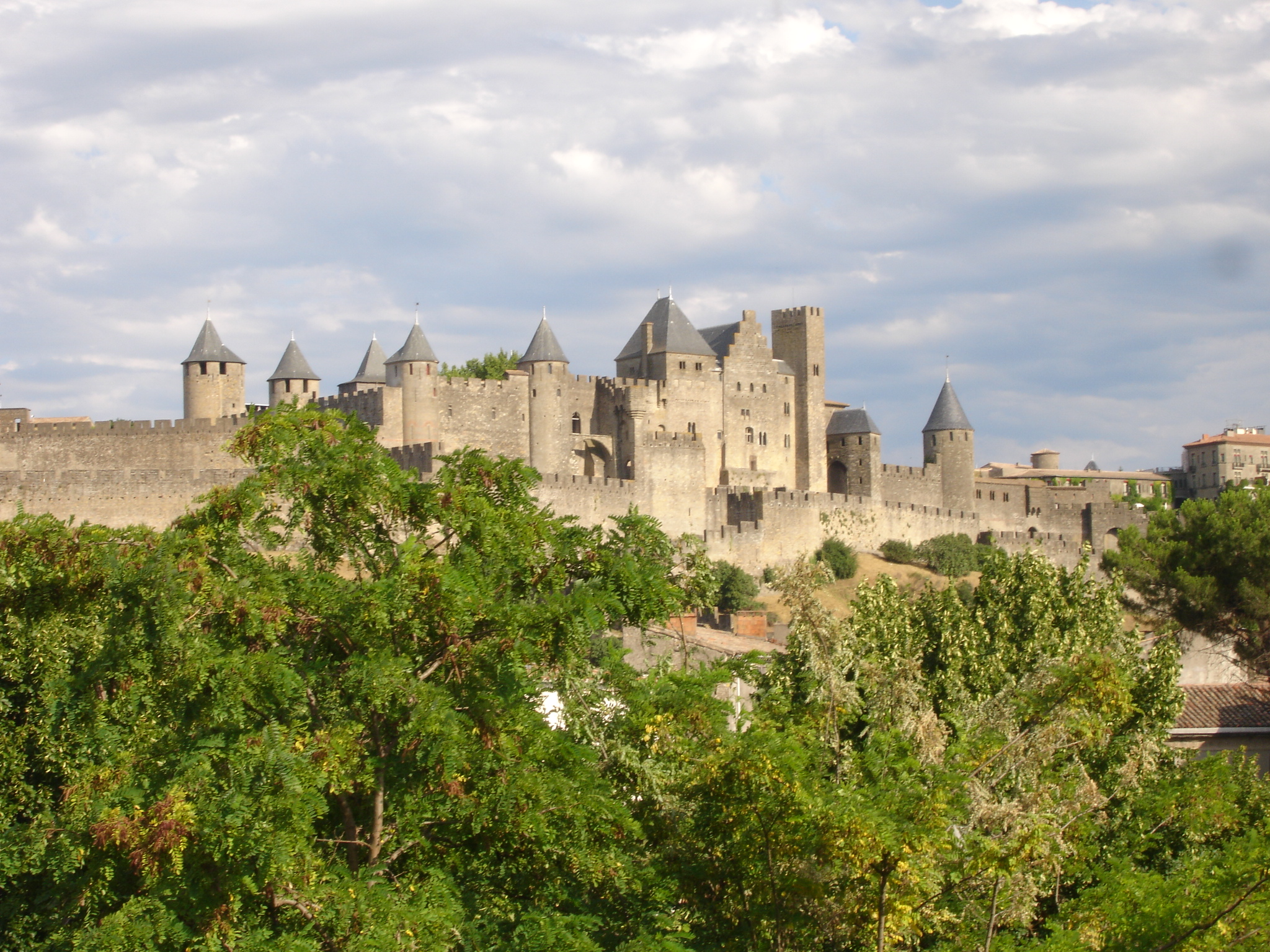
La Cité de Carcassona, en una vista parcial

La vila alta (la "Cité") és al sud-est de l'actual Carcassona, a l'altra riba del riu Aude sobre un petit turó. Construïda damunt d'un oppidum (plaça forta emmurallada) hom s'assegurava una font segura de subministrament d'aigua potable i el control de les vies de comunicació a la zona, les quals confluïen en aquell gual.
Adjacent a la "Cité" hi ha la "ciutat baixa" o "bastida de Sant Lluís", en realitat un barri de l'actual ciutat moderna, que ocupa l'espai lliure entre la "Cité" i el riu Aude, a tocar del "Pont Vell" que la connecta al nucli urbà.
El castell, el veritable nucli urbanístic, és al nord, front el gual i el pont actual.

## Elements arquitectònics
El caràcter defensiu de la Cité al llarg de la història en ha influenciat la complexitat de l'arquitectura i s'hi reflecteix notablement l'art militar. Té un sistema de defensa excepcional degut a les dimensions i constitueix la major fortalesa d'Europa per la complexitat i la qualitat de l'estat de conservació.

### Plànol

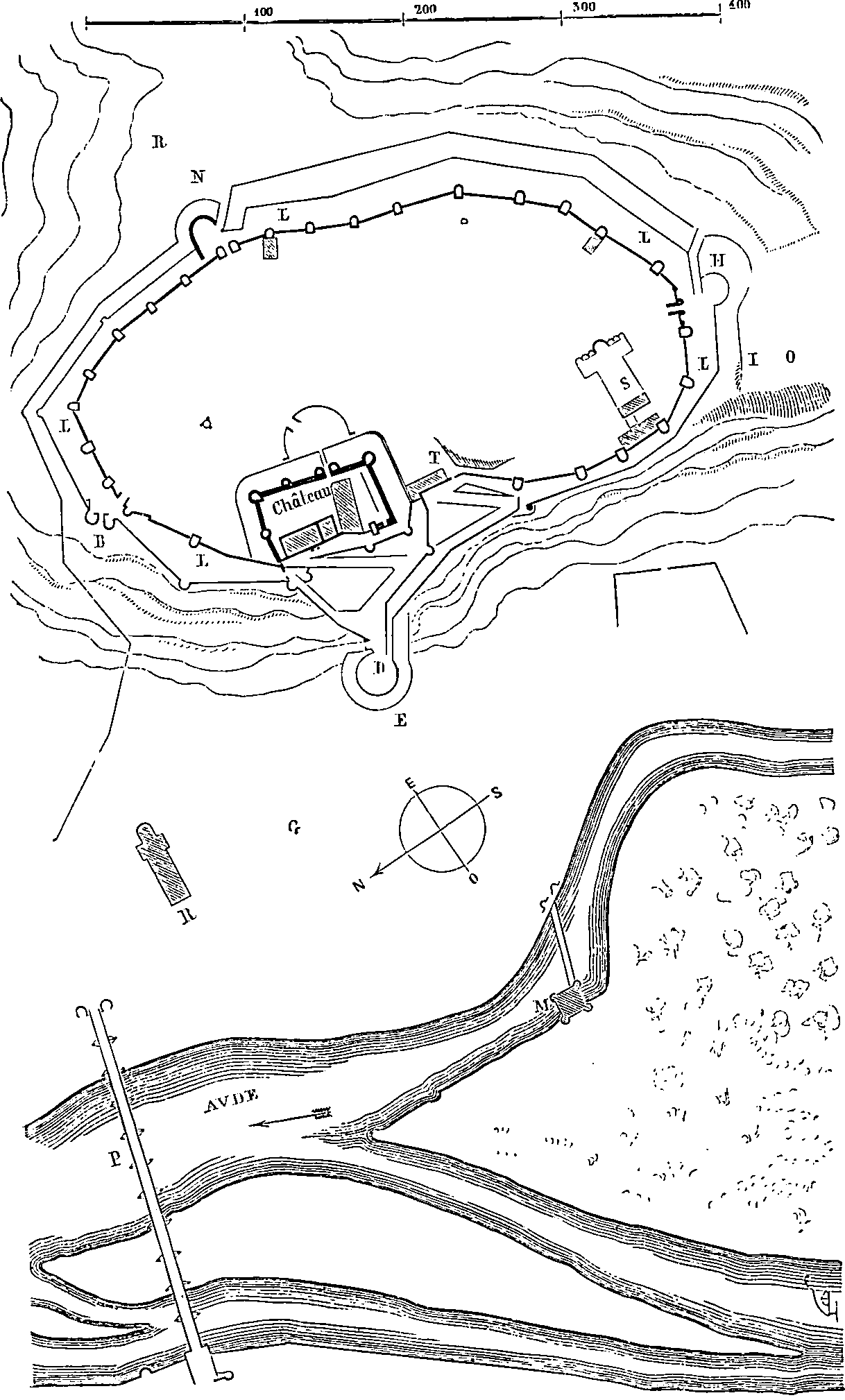
Croquis topogràfic de l'emplaçament de la Cité de Carcassona

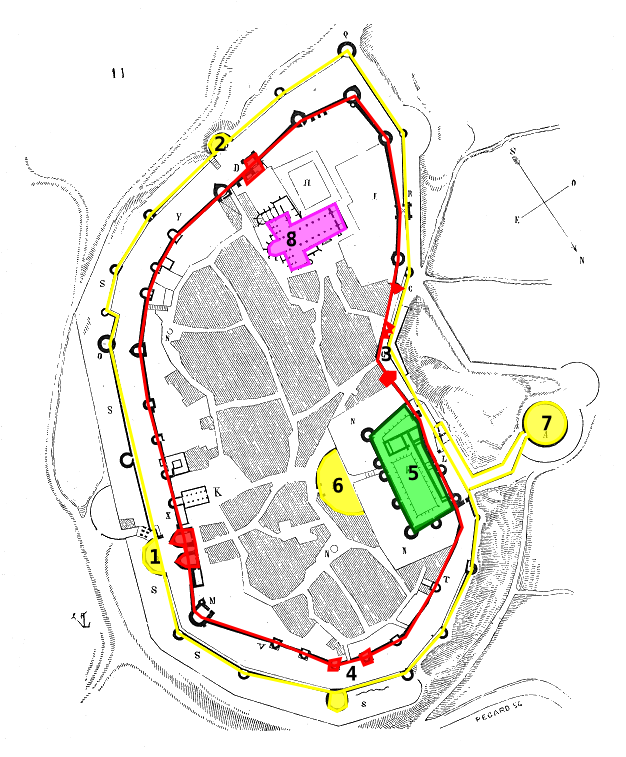
Plànol de la Cité, realitzat per Eugène Viollet-le-Duc (s. XIII)

Les parts més destacables comprenen ambdues muralles i diversos edificis. El plànol al costat permet localitzar aquests edificis descrits en les seccions següents. La muralla interior i les portes estan assenyalades en vermell mentre que la muralla exterior i les barbacanes es troben representades amb groc, el castell en verd i la basílica en rosa:
1. Porta de Narbona i barbacana de Sant-Louis,
2. Porta i barbacana de Saint-Nazaire,
3. Porta de l'Aude,
4. Porta del Burgo i barbacana de Notre-Dame,
5. Castell comtal envoltat per un fossat i construït al llarg de la muralla interior,
6. Barbacana de l'est que protegeix l'entrada del castell,
7. Barbacana de l'Aude, actualment destruïda,
8. Basílica de Saint-Nazaire.

### Castell Comtal

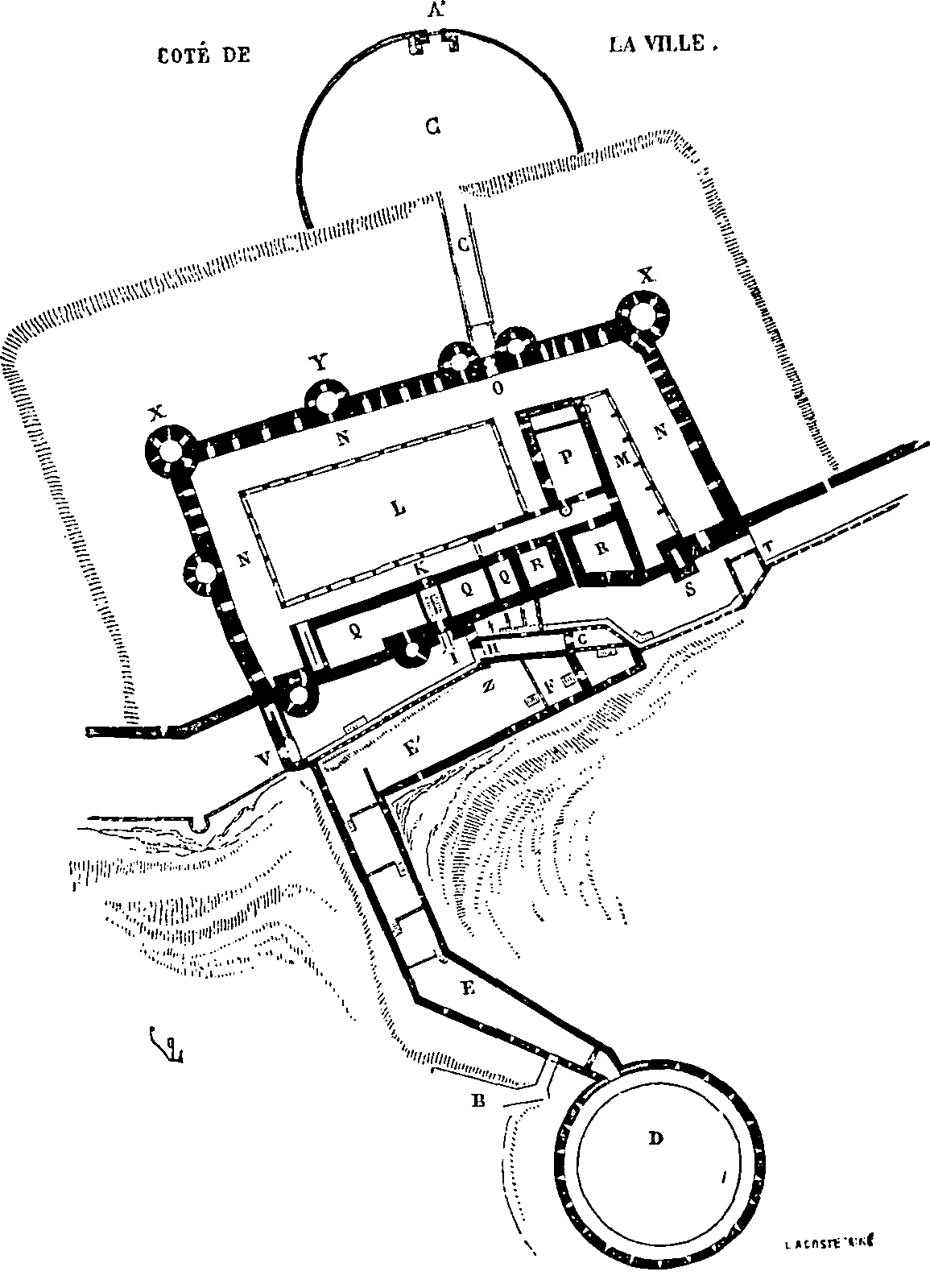
Croquis del castell comtal a l'època de Eugène Viollet-le-Duc.

El castell comtal de la Cité, situat a l'oest de la ciutat fortificada, es troba adossat a la muralla més externa, a la zona del monticle on la costa és més escarpada. Va ser construït en dues fases, amb forma de paral·lelogram estès de nord a sud, amb dues sortides, una a l'oest contigua a la porta de l'Aude i una altra a l'est.
El vescomte Bernard Aton IV Trencavell va començar la construcció durant el període romànic, cap a l'any 1130, per substituir un primitiu castell probablement situat on es troba la porta de Narbona. El castell està constituït per dos cossos d'edifici formant una «L» i dominat per una talaia, la torre Pinte. A la zona nord es troba una capella dedicada a Maria, en la qual s'observa l'absis de l'època romànica. Només una palissada separa el castell de la resta de la ciutat emmurallada.

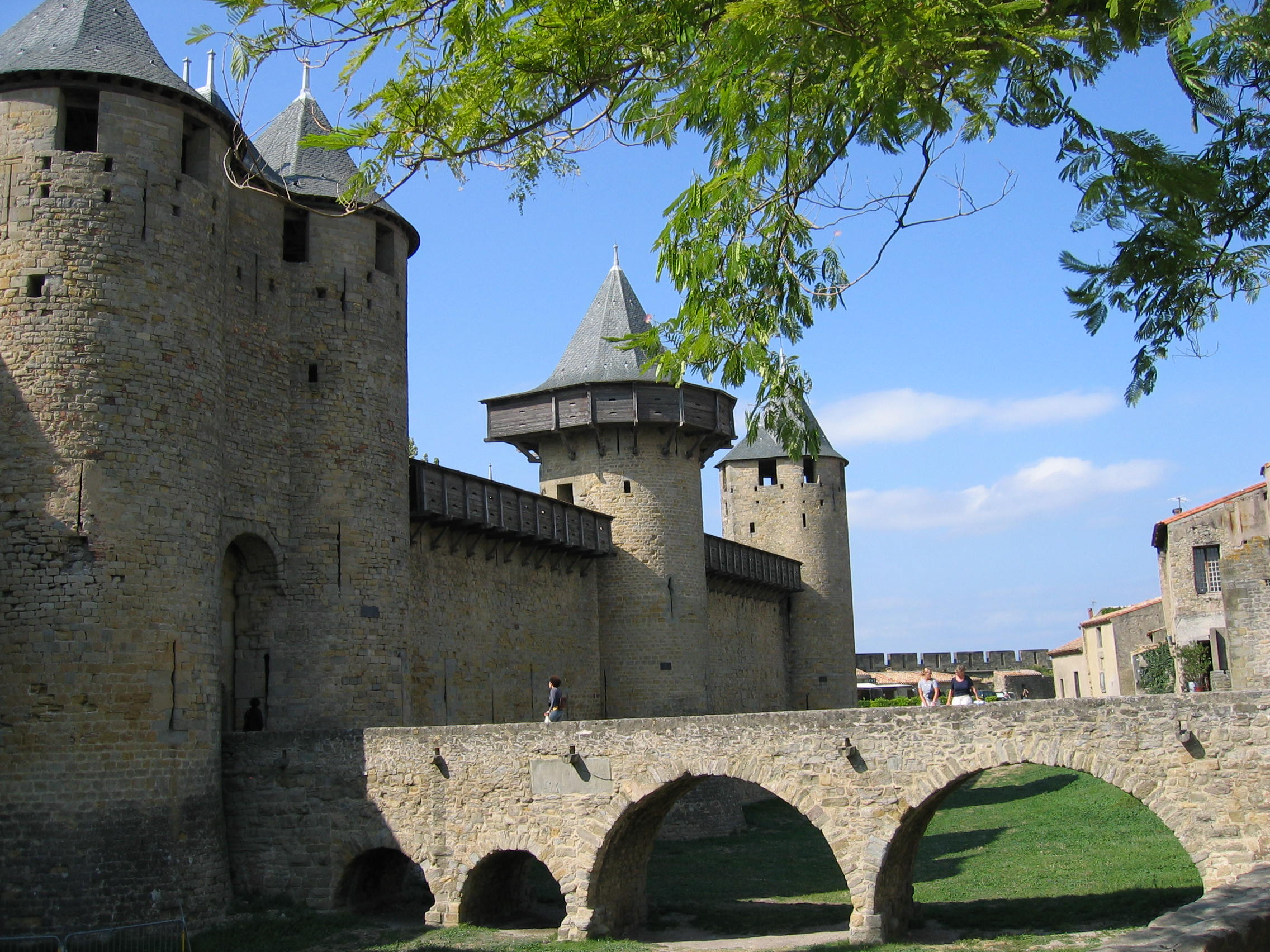
Entrada al castell.

Durant l'època de domini real francès, entre 1228 i 1239, el castell va ser completament redissenyat per tal d'esdevenir una fortalesa dins de la ciutat. Es van construir diverses estructures. Una barbacana amb un camí de ronda i una muralla de parapet emmerletat vigilava l'entrada del castell, just abans del fossat que envolta completament la paret interna. La porta d'entrada al castell, emmarcada per dues torres amb matacà, només és accessible per un pont amb una part fixa de pedra seguit d'una banda llevadissa impulsada per contrapesos. Les muralles van substituir la palissada original que envoltaven completament els edificis.
El castell i les seves muralles inclouen nou torres, dues de les quals són d'època visigoda, la torre de la capella i la torre Pinte, quadrada, la més alta de la ciutat. Totes les altres, construïdes al llarg del segle xii, posseeixen idèntica composició interna i externa: consten de tres pisos i una planta baixa. A la planta baixa i primer pis es troben sostres de volta, mentre que en els pisos superiors són simples. La comunicació entre els pisos es fa per mitjà dels forats que serveixen de portaveu en les voltes i els pisos.
L'accés al castell després de passar la porta principal condueix a un pati rectangular envoltat d'edificis alternats d'entre el segle xii i el XVIII; les parets septentrionals estan flanquejades per simples pòrtics mentre que al sud i a l'est es troben dos edificis. En el del sud es troba la cuina i la torre Pinte, que dona accés a una segona tribuna; posseïa una altra edificació, destruïda, de la qual són visibles les bigues del primer pis i diverses finestres.

### Basílica de Sant Nazari

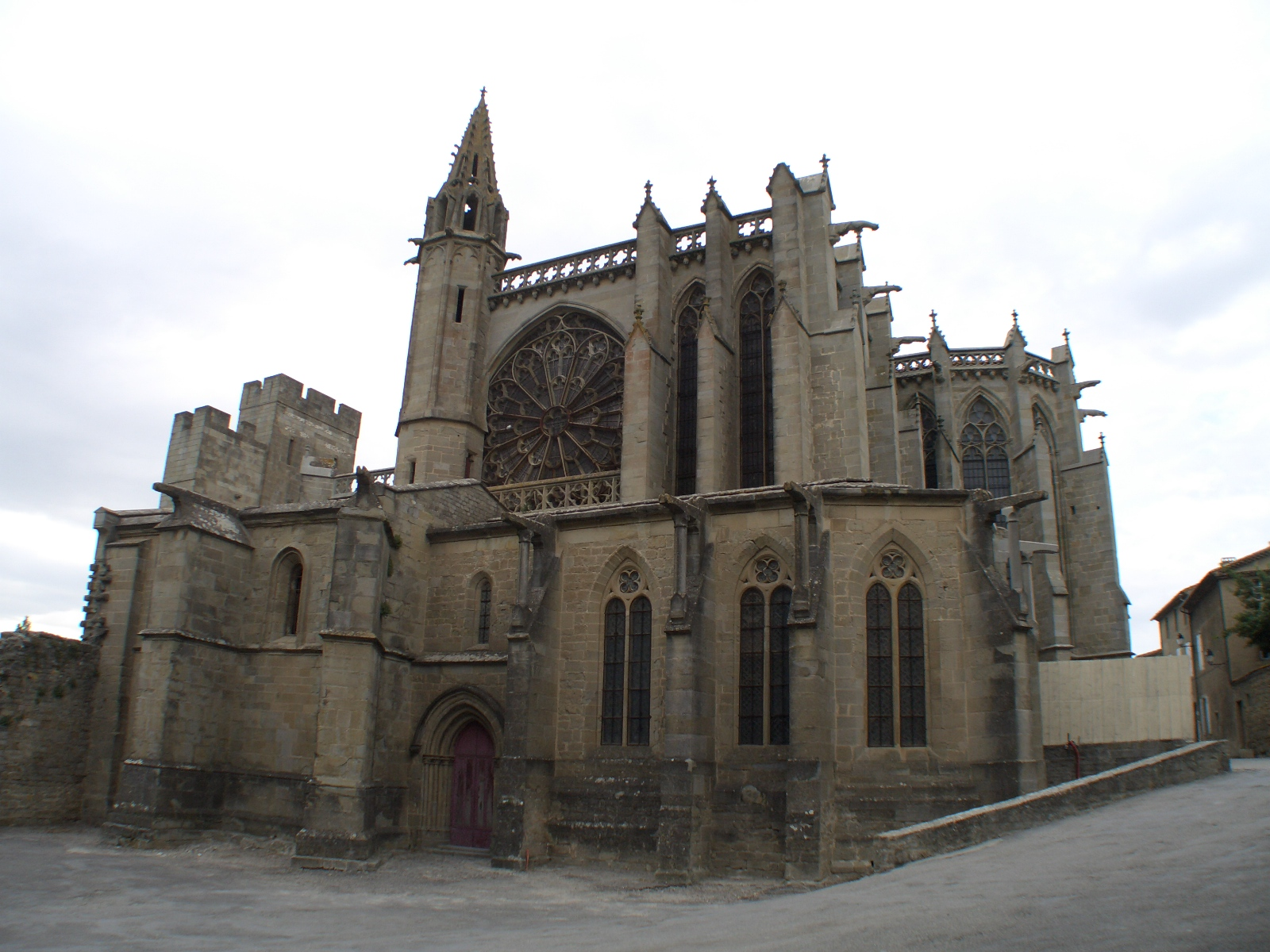
Basílica de Sant Nazari.

La basílica de Sant Nazari (en francès Saint-Nazaire), construïda en gres (pedra sorrenca) és una església romànica, la part més antiga de la qual es remunta al segle xi. A l'emplaçament originalment s'elevava una catedral carolíngia de la qual no queda cap vestigi.
Poc abans de la culminació de l'art romànic, va ser consagrada pel Papa Urbà II en 1096, fet que va impulsar a Trencavell a realitzar una edificació més gran del previst inicialment. D'aquest edifici només subsisteixen els dos primers pilars de la nau i la cripta, l'estat deteriorat del qual suggereix que es tractava realment d'una obra prèvia. Al segle xii es construeix la nau actual, amb sis trams, que es va deixar intacta durant les ampliacions de l'època gòtica, al contrari de la capçalera del segle xi, que es va destruir totalment. El portal romànic també es va reformar completament al segle xix durant la restauració de Viollet-le-Duc.
La basílica va ser ampliada entre 1269 i 1330, ja en el gòtic importat pels nous senyors de la regió provinents del nord de França, amb un creuer i un cor molt prims, decorada amb escultures i un conjunt de vidrieres que es troben entre les més belles del sud de França. Un prelat constructor, Pierre de Rochefort, va finançar la construcció d'una gran part de l'escenografia i l'acabament de les voltes. El seu escussó és visible en el cor, l'absis i el braç meridional del transsepte, mentre que la capella col·lateral situada al nord de l'edifici alberga el monument commemoratiu de la mort del contribuïdor. També l'arquebisbe de Carcassona Pierre Rodier, té el seu escussó a la capella col·lateral sud.
La restauració de Eugène Viollet-le-Duc va transformar l'exterior de la basílica, encara que a l'interior les reformes són molt més notables, amb els dos estils, gòtic i romànic, superposats a les vidrieres, escultures i decoracions de l'església. Les façanes presenten diverses vidrieres, dels segles xiii i xiv, que representen escenes de la vida de Crist i els apòstols. En 1801, a l'església se li va llevar el rang de catedral de Carcassona a favor de l'església de Sant-Michel, situada fora la Cité. Aquesta transferència va tenir lloc alhora que era abandonada pels habitants en benefici de la ciutat baixa. Es converteix en basílica en 1898 pel papa Lleó XIII.
Una comunitat de canonges vivia prop de la catedral a una casa adjunta amb el dormitori a la zona oriental, el refectori i cuines al sud i els cellers i estables a l'oest, però els edificis van ser demolits en 1792.
El claustre, també situat a la zona sud, es va reconvertir en un teatre a l'aire lliure, edificat l'any 1908.

### Muralles i torres
La protecció exterior de la ciutat l'asseguren dos recintes emmurallats concèntrics, separats per una lliça, amb 52 torres, que sumen en total 3 km de muralles. Per la part alta de les muralles transcorre un camí de ronda, protegit per merlets i reforçat per cadafals.
La muralla interna, les parts més antigues de la qual són d'època gal·loromana, de finals del segle iii, en època de l'anomenat Imperi de les Gàl·lies, i que va servir també de defensa davant dels visigots al segle v, va ser utilitzada en l'època feudal per la família dels Trencavell, per ser posteriorment reconstruïda quan la ciutat va ser ocupada pels reis de França. Posseeix un perímetre de 1.070 m i es caracteritza per un parament de pedra de grans dimensions i morter dur, interromput per fileres de maons que garanteixen l'estabilitat de la construcció, per les seves propietats de flexibilitat i recuperació, davant possibles impactes. Posseeix finestres en arc de mig punt recalcades per claus de volta de maons. Està flanquejada per torres en forma de ferradura, quadrades en el costat intern, el de la ciutat, i en semicercle en la part externa que dona a la lliça. La paret d'aquest recinte té de dos a tres metres de gruix.

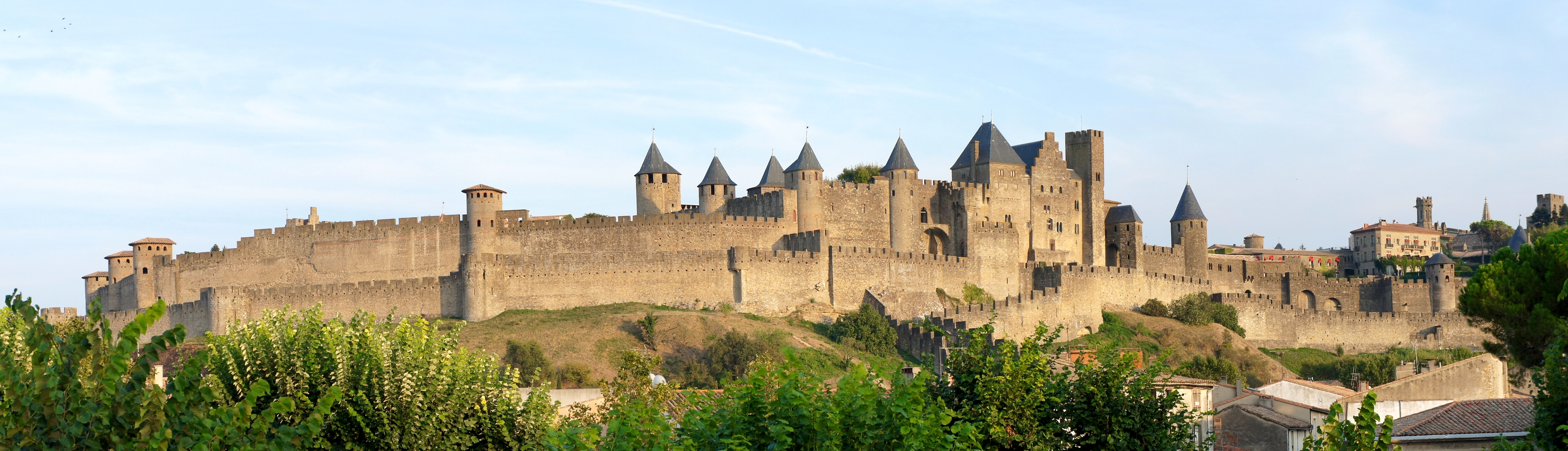
La ciutat fortificada de Carcassona

Aquesta muralla interna va ser reforçada per un recinte exterior, una segona muralla, construïda durant el segle xiii, durant el regnat de Felip III, fàcilment identificable per l'ús de pedres en coixinet en lloc de parament. Cal destacar l'espai, pla, existent entre ambdues muralles: les llices, que comportaven un important paper defensiu en l'època de la construcció abans de l'ús d'artilleria. D'una banda, la Cité es podia defensar dels atacants des de dues línies altes de tir, les dues muralles; si era traspassat el recinte exterior, els atacants quedaven en l'espai pla, retardant el seu atac i en situació especialment vulnerable desproveïts de refugi, al qual accedia la cavalleria i genets fàcilment. Durant aquesta època també es va dur a terme la reconstrucció de la zona meridional de la muralla interior, de la Torre del Bisbe i de la Torre de Sant Nazari.

#### Elements gal·loromans
La primera muralla, construïda sobre el promontori rocós durant el període gal·loromà, permetia dominar la vall i el curs del riu Aude. Tenia un perímetre de 1.070 m i protegia una ciutat de set hectàrees. La base d'aquesta construcció és visible des de les llices: va ser construïda amb grans blocs de pedra i morter dur, formant un mur d'un gruix de 2 a 3 metres, la resta està formada per pedres allisades i arrodonides regulars i fileres de maons.
Existeixen encara 17 torres gal·loromanes, més o menys alterades i reformades posteriorment, de les trenta originals del recinte, amb altures que varien dels 11,65 m a 13,70 m i cobertes per teules planes. Totes elles tenien forma de ferradura de cavall a la part externa del recinte i plana a l'interior, excepte la torre Pinte, d'estructura únicament rectangular. La part inferior de les torres, el diàmetre és d'entre 4,50 i 7 metres, és especialment sòlida a causa de l'acurat treball d'obra. Els nivells superiors posseeixen grans espitlleres adaptades a l'ús d'armes de tir, amb una determinada inclinació que garantia alhora la defensa interior i la protecció exterior davant tan àmplies obertures.

#### Construccions i reformes a l'edat mitjana
A partir del segle xiii, els reis de França van ordenar la construcció d'un segon recinte exterior al voltant de la Cité, d'una alçada d'entre 10 i 12 m, envoltat per un fossat excepte en els llocs on el pendent del promontori ja actua com a defensa natural. En aquest cas les torres es van construir amb forma rodona, majoritàriament amb menys alçada que les predecessores gal·loromanes i sense sostre per evitar refugi a assaltadors que les poguessin conquerir i així quedant al descobert dels tirs dels defensors, des de muralla interior més elevada. Entre ambdues muralles es va deixar un espai de separació considerable, les llices, aplanant el terreny amb pendent; l'anivellament va suposar rebaixar-lo deixant zones amb part dels fonaments de la muralla exterior al descobert, amb les consegüents obres dutes a terme sobre ells com a consolidació.
Sota els mandats de Felip III de França i Felip IV de França es construeixen elements que ressalten per les seves grans dimensions i alçada, a més de l'ocupació de la pedra en coixinet, la porta de Narbona, la de Sant Nazari i la torre del Tresor.
Altres elements són incorporats o construïts durant l'edat mitjana, com la forma en la base de les torres, més àmplia en el seu diàmetre que la resta de l'estructura, per tal que els projectils llançats des de l'exterior rebotin tornant contra els atacants. També en les muralles es construeixen cadafals, és a dir, estructures de fusta suspeses sobre el buit a manera de refugi alhora que d'augment de precisió del camp de tir dels ballesters, o diverses garites aprofitant sortints en els murs de les muralles.

#### Portes d'accés
A les muralles es troben quatre portes principals d'accés a l'interior de la Cité, situades cadascuna d'elles en un dels punts cardinals.

##### Porta de l'Aude

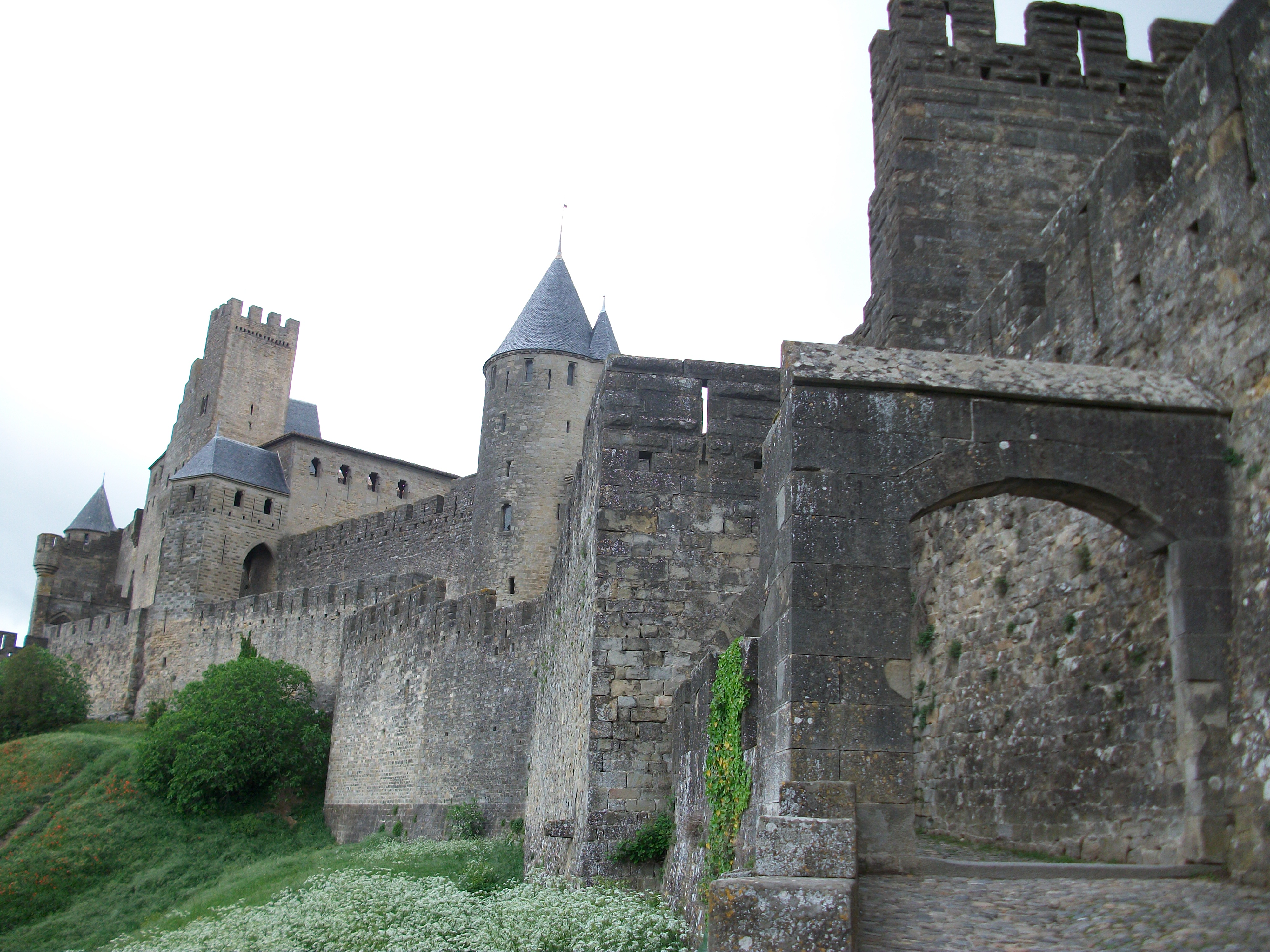
Porta de l'Aude i torre de la Justícia (la torre amb teulada acabada en punta)

La porta de l'Aude, que s'obre cap al riu Aude al sector occidental del conjunt, és una de les zones en què l'accés al recinte fortificat resulta més difícil, es troba protegida per una barbacana i un enorme matacà.
Emplaçada a la rodalia del castell comtal, queda perllongada per la barbacana de l'Aude, que en 1816 va ser parcialment destruïda amb motiu de la construcció de l'església de Sant-Gimer, subsistint únicament la rampa d'accés, que queda envoltada per murs emmerletats.
La configuració de la porta posa de manifest un complex sistema defensiu, ja que hi ha arcs que aparentment contenen portes en realitat inexistents, tractant-se únicament d'una manera de burlar els esforços del presumpte atacant per penetrar les defenses de la fortificació. Pel mateix motiu, es troben diversos passadissos amb racons i entrecreuaments, que pretenen agafar en un parany als atacants quedant exposats a trets des de tots els angles possibles. És a dir, es combinen amb gran sofisticació a la porta de l'Aude diversos sistemes de defensa activa i passiva de l'època.
La rampa d'accés s'iniciava en la barbacana avui desapareguda; el pendent ascendeix no en línia recta sinó mitjançant diverses corbes i girs, per penetrar en la fortalesa travessant en realitat dues portes successives.
Es tracta d'una part de la muralla d'origen visigot, que quedava reforçada en aquest lloc pel fet d'estar sobre elevada la mateixa muralla, que a la vegada es reforçava amb tres contraforts edificats al segle xiii.
La porta té la forma d'arc de mig punt, en el qual queden alternats carreus de pedra i maó, com a mitjà de reforçar encara més el conjunt, per la capacitat d'absorció d'impactes del maó.
El matacà, avui visible, no forma part de la construcció original, sinó que és un afegit durant la restauració de Viollet-le-Duc.

##### Porta de Narbona

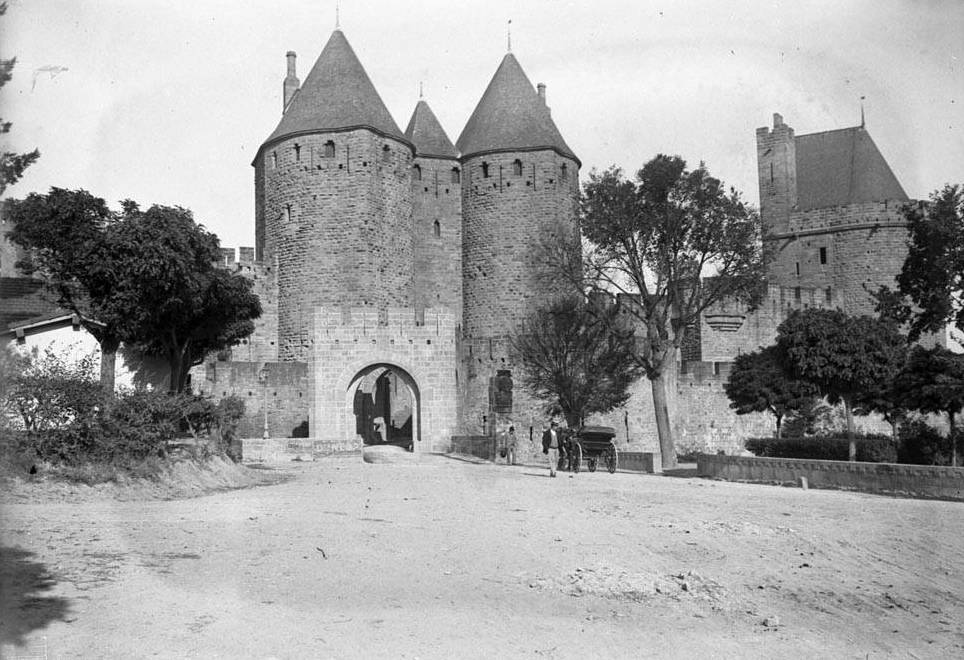
Porta de Narbona amb la barbacana (imatge d'entre 1880 i 1926)

L'entrada principal al recinte emmurallat es troba en la secció oriental, per l'anomenada Porte Narbonnaise o Porta de Narbona (número 1 del plànol), orientada cap a la ciutat de la costa mediterrània de la qual agafa el nom. Va ser construïda cap a 1280 durant el regnat de Felip III de França i es compon de dues imponents torres de tres nivells a més de la planta baixa, equipades amb un front en forma de tallamar per al desviament dels projectils atacants. La porta d'accés està reforçada per un doble rastell i protegida per matacans, des d'on es podien llançar verticalment objectes i materials defensius com oli bullent, i per troneres, des d'on es podien disparar projectils de manera protegida. La planta baixa de les torres i el primer nivell tenen sostres de volta mentre que la resta dels nivells es van construir plans. Per poder suportar els períodes perllongats de setge, a la torre nord es va habilitar una estada per a la reserva de queviures mentre que la torre sud es va equipar amb una cisterna d'aigua.
Una fortificació avançada o barbacana, anomenada de "Sant-Louis", és davant de la porta com a lloc defensiu d'avantguarda i que, al seu torn, està defensada al flanc dret per un castellet o talaia des d'on es podia fustigar directament als atacants en cas que aquests haguessin pres aquesta posició. Finalment, el conjunt es troba rematat per un petit altar coronat en forma de trèvol i on s'emplaça una representació de la figura religiosa de la Mare de Déu.
La rehabilitació empresa per Viollet-le-Duc de 1859 a 1860 la va dotar d'una imitació de pont llevadís que no existia originalment, mentre que l'emmerletat i la coberta van ser reconstruïts amb pissarra.

##### Porta del burg o de Rodés

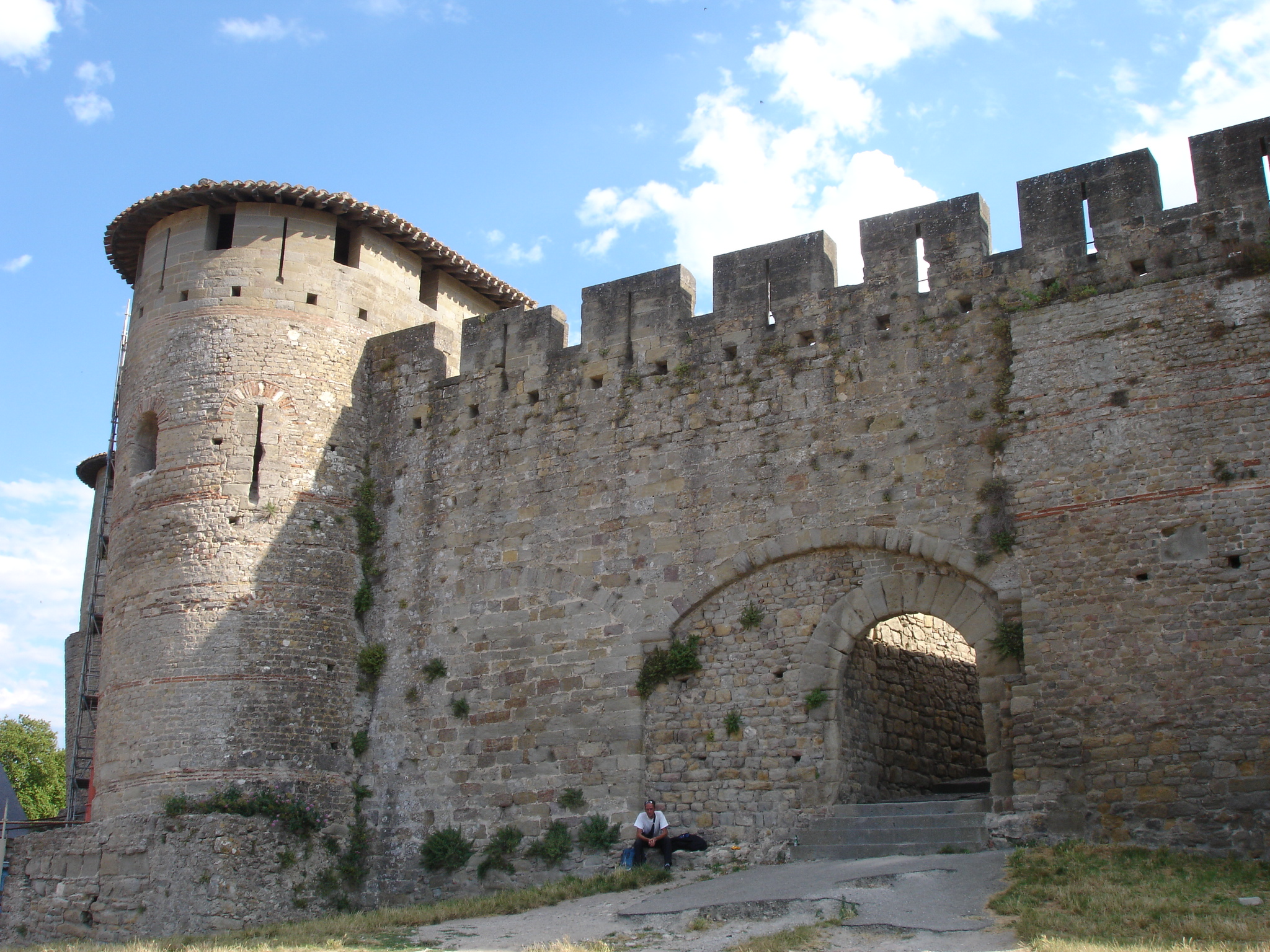
Porta del Burg

Situada al nord, la porta del Burg o Rodés (designació no històrica estrictament, utilitzada habitualment perquè és orientada cap a aquesta ciutat) comunicava la ciutat amb l'antic burg de Sant Vincent. Es trobava defensada per la barbacana Nôtre-Dame i la torre Mourétis.
La porta, bastant senzilla, es troba en les muralles entre dues torres. Durant l'època dels visigots es trobava protegida per una mena de pavelló la muralla de la qual es perllongava cap al burg de Sant Vincent substituït posteriorment per una barbacana avançada a la muralla exterior, l'anomenada Nôtre-Dame.

##### La porta de Sant Nazari

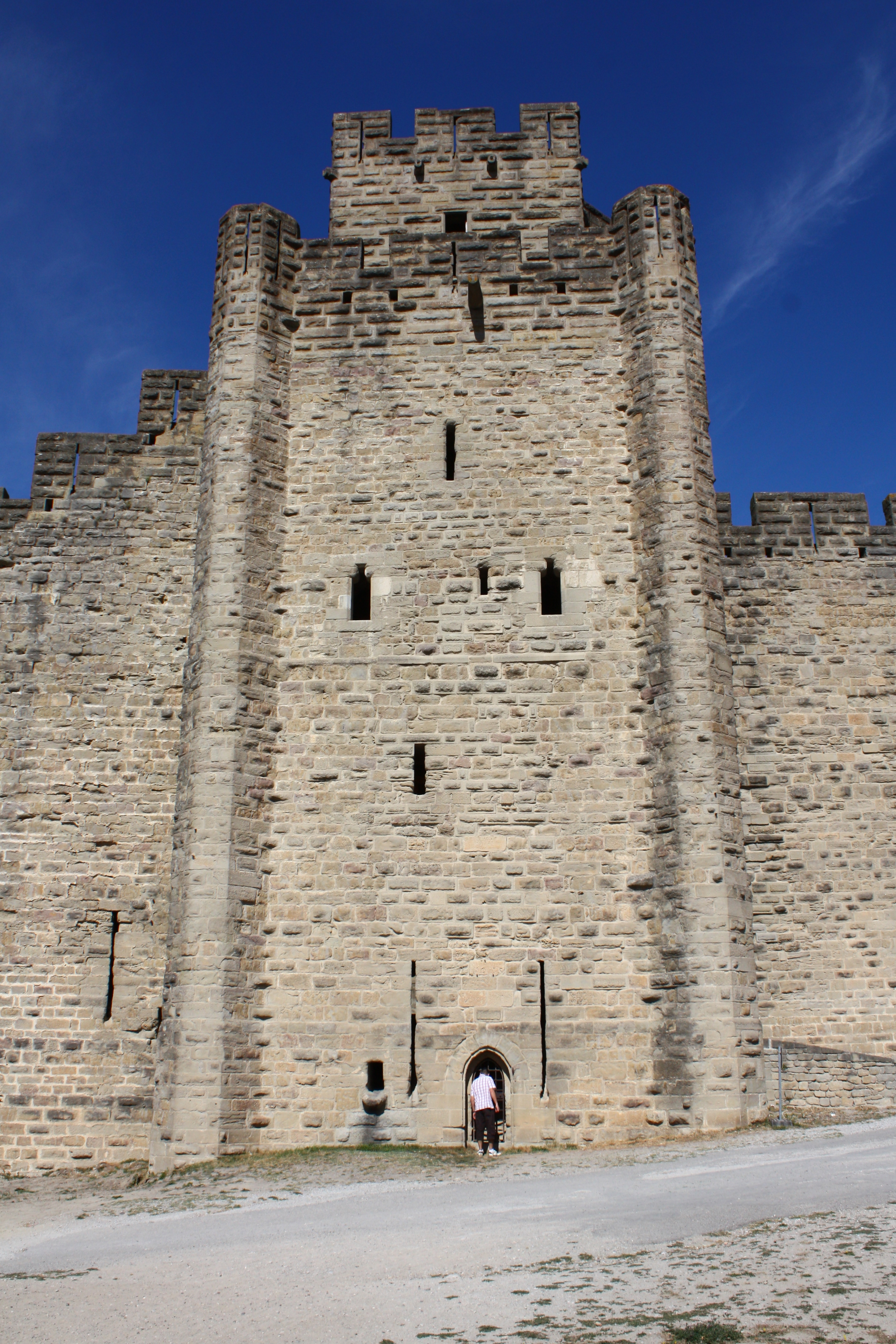
Porta i torre de Sant Nazari

La porta de Sant Nazari (en francès Saint-Nazaire), situada al sud, està situada a la torre de planta quadrada del mateix nom. Originàriament va ser construïda seguint un plantejament defensiu molt complex, l'estructura va ser modificada en detriment a aquest caràcter durant les obres de rehabilitació de Viollet-le-Duc a mitjan segle xix. Dona accés a la muralla i a la Cité mitjançant un passadís que dona un gir de 90 graus i en el que cada entrada es troba protegida al seu torn per matacans i espitlleres.

#### Torres

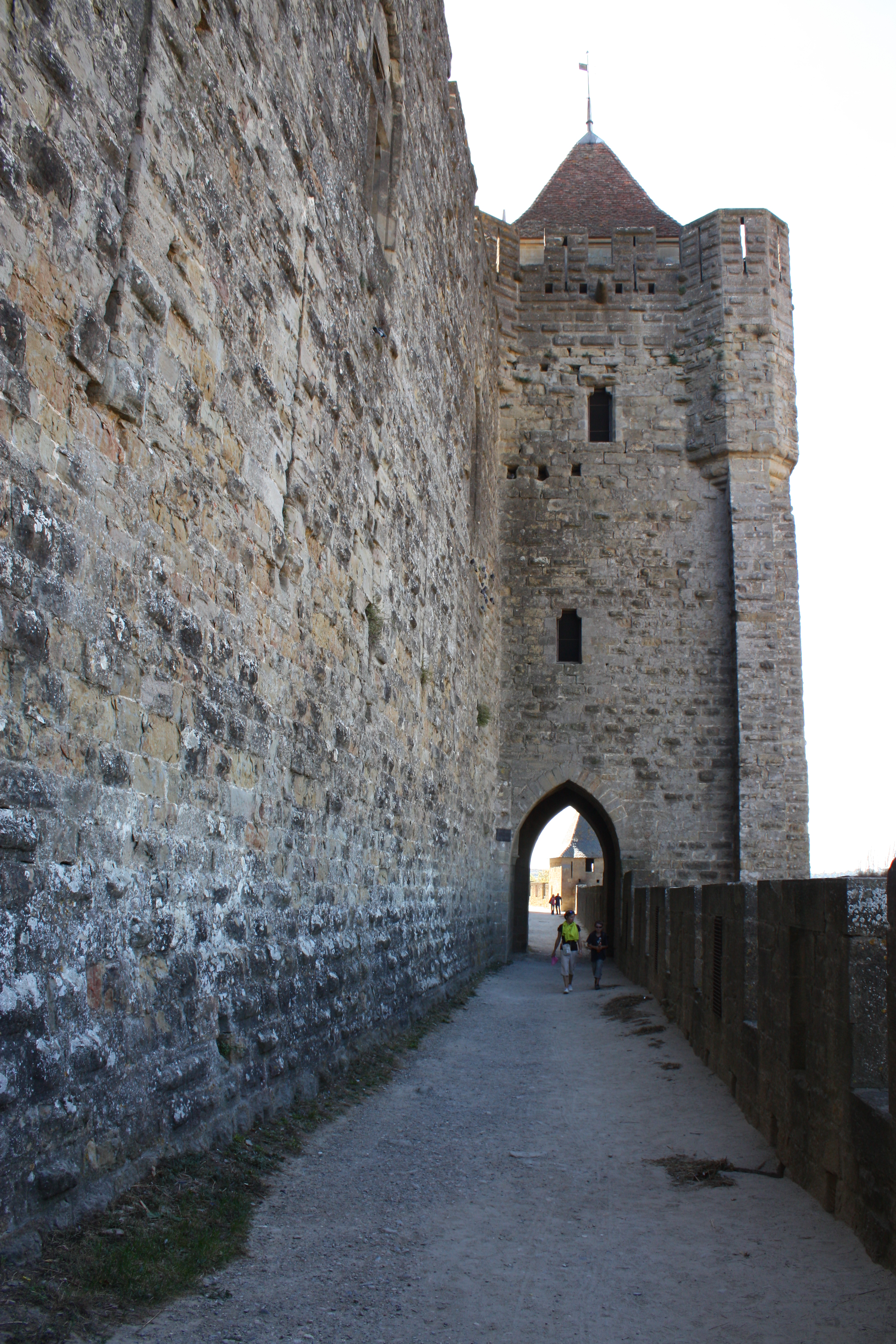
Torre del Bisbe

Entre les torres existents, algunes d'elles mereixen una menció especial:

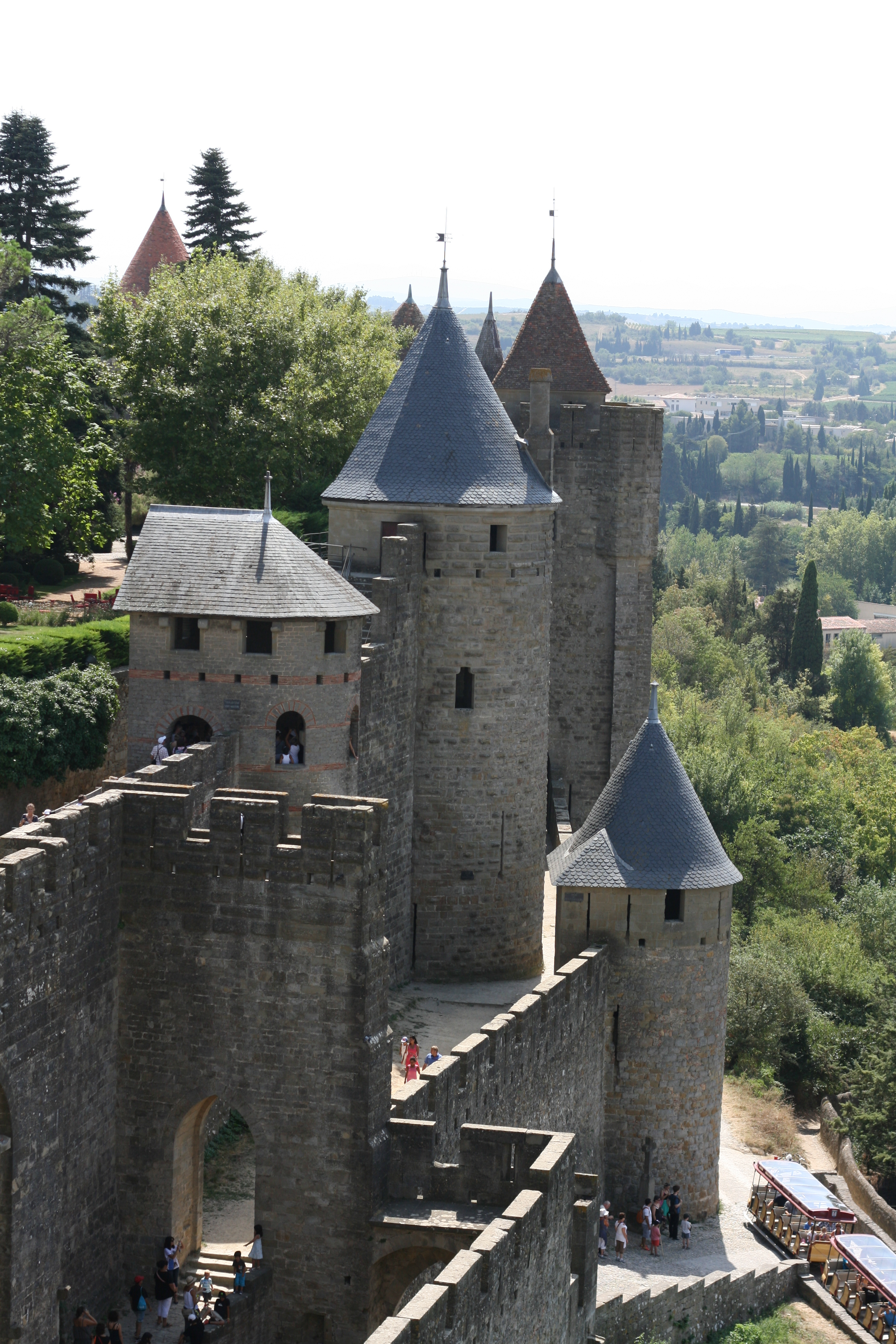
Torre de la Inquisició

- Torre de la Inquisició: Està construïda davant del Palau episcopal i és rodona. Podria haver estat una sala de guàrdia abans d'esdevenir presó.[2] Podem trobar un calabós i unes cadenes.
- Torre del Bisbe: És una torre quadrada construïda en la lliça existent entre les dues muralles, que impedeix la comunicació entre les muralles de les zones nord i sud. Té talaies en cadascuna de les seves quatre cantonades.

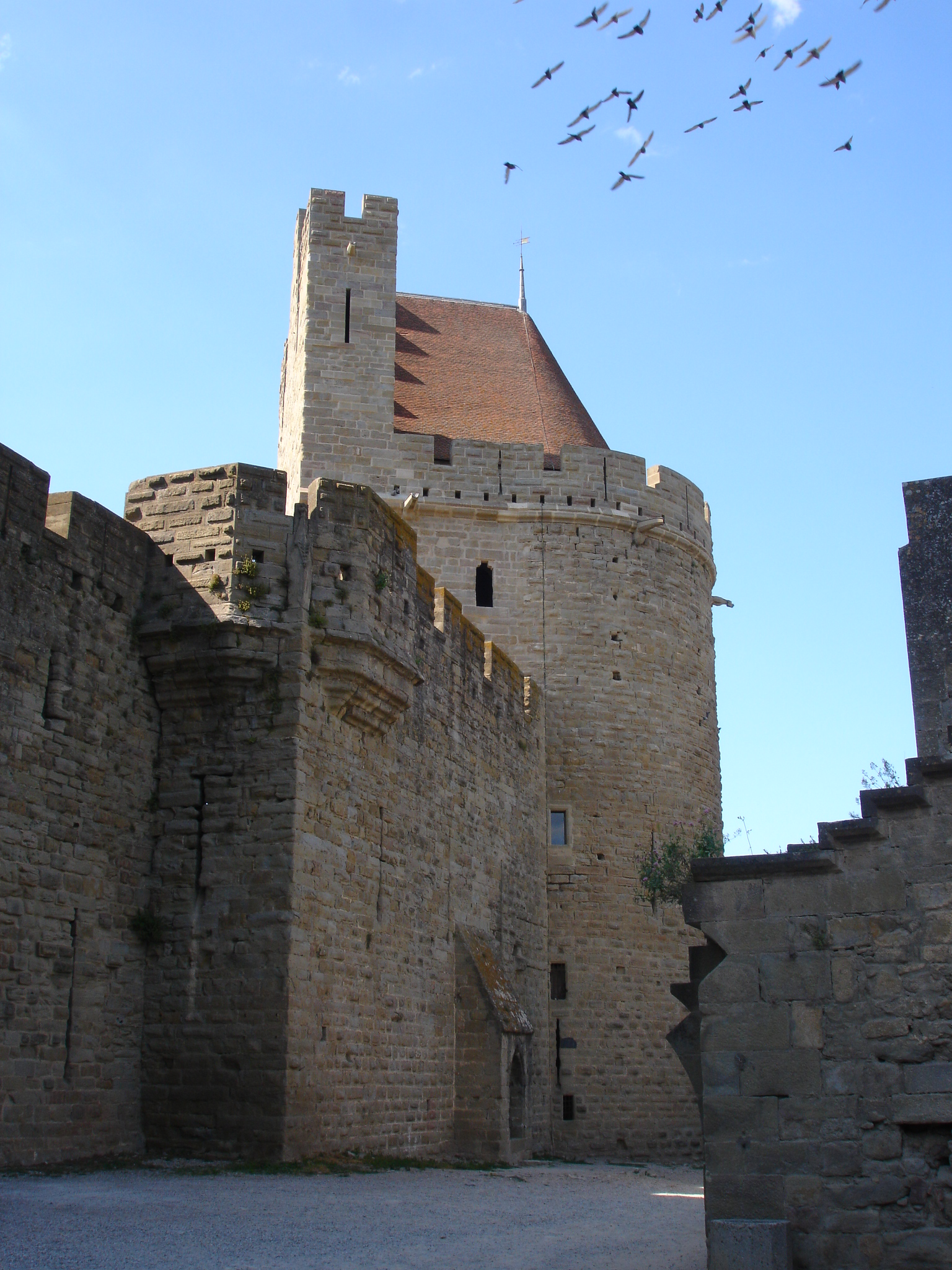
Torre del Tresor

- Torre de la Justícia: És una torre rodona amb volta ogival. Refugi durant l'època de la família Trencavell, va ser reforçada posteriorment pels enginyers reals de Luis IX. S'hi trobaven probablement el Tribunal de la Inquisició i les masmorres. Des d'ella s'accedeix a una galeria que es dirigeix a la porta de l'Aude, i en la qual es troben una sèrie de finestres geminades romàniques i una construcció defensiva en voladís sobre la porta d'entrada: un sortint de maçoneria amb funció de llançar projectils en vertical. Podem observar la diferència entre les teulades meridionals originals i les puntiagudes de Viollet-le-Duc.
- Torre de Sant Nazari: Torre de planta quadrada, amb funció protectora i defensiva de la basílica de Sant Nazari, situada a 25 metres d'ella, en la qual es troba la porta del mateix nombre. Només es podia accedir originàriament per una escala de fusta que es retirava en cas de perill i es troba equipada amb quatre garites. Té dues plantes condicionades per a l'estada de les guarnicions i cossos de comandament, amb llas de foc.
- Torre del Tresor: Situada al nord-oest de la Cité. Amb sales voltades i finestres d'estil gòtic.